# Vitor (conde das sagradas liberalidades)
Flávio Vitor (em latim: Flavius Victor) foi um oficial bizantino, ativo durante o reinado do imperador Justiniano (r. 527–565). É citado em um documento que representa a indicção 8, ano 19 do reinado do imperador, ou seja, 545. Esse documento foi anteriormente removido de seu contexto e anexado a outro datado de 570, mas os autores da PIRT propõem tal correção. Nesse documento diz-se que Vitor era conde das sagradas liberalidades e patrício e os mesmos autores sugerem que ocupou seu ofício de conde entre os mandatos de Pedro Barsimes e João.